# Чешко-Моравско възвишение
Чешко-Моравското възвишение (на чешки: Českomoravská vrchovina) е обширно възвишение, разположено в централната част на Чехия, явяващо се югоизточна съставна част на Чешки масив. Има удължена форма от североизток на югозапад с дължина около 150 km и ширина до 100 km. На север се простира до долината на река Лаба , на запад – до долината на река Вълтава (ляв приток на Лаба) и десният ѝ приток Лужнице, на изток до долината на реса Морава (ляв приток на Дунав), а на юг – до долината на река Дия (десен приток на Морава). На североизток чрез ниска седловина се свързва с Орлицките планини (съставна част от Судетите). Съставено е основно от гранити и гнайси. Цялото възвишение е силно разчленено от дълбоко всечени речни долини на обособени хълмове, възвишения и ниски планини с отделни скалисти гребени (в Ждярските планини и в други райони). От югозапад на североизток и изток и югоизток се редуват следните обособени масиви:
- Ихлавски планини – на югозапад, връх Яворжице 837 m
- Железни планини – на север, връх Вестец 668 m
- Ждярски планини – на север, връх Девет скали 836 m
- Моравски карст (Драганско възвишение) – на североизток, връх Скалки 734 m
- Хършиби – на изток, връх Бърдо 587 m
- Жданицки гори – на югоизток, 437 m

Реките течащи на север и запад – Лоучна, Новоградка, Хрудимка, Доубрава, Сазава, Желивка, Бланице, Нежарка и др. се отнасят към водосборния басейн на река Лаба, а реките течащи на изток и юг – Блата, Ромже, Гана, Кийовка, Свратка, Иглава, Литава, Лоучна, Битишка, Ослава, Рокитна, Евишовка, Желтавка, Моравска Дия и др. – към водосборния басейн на река Дунав. Отделни участъци от масива са покрити с иглолистни гори, ливади и пасища.